# الأنصاب
الأنصاب هي شيء ينصب ويذبح عليه المشركون ويتقربون لأصنامهم بالذبائح .

## ذكرها في القرآن
ورد ذكر الأنصاب في القرآن الكريم في سورة المائدة قال تعالى :
﴿يَا أَيُّهَا الَّذِينَ آمَنُوا إِنَّمَا الْخَمْرُ وَالْمَيْسِرُ وَالْأَنْصَابُ وَالْأَزْلَامُ رِجْسٌ مِنْ عَمَلِ الشَّيْطَانِ فَاجْتَنِبُوهُ لَعَلَّكُمْ تُفْلِحُونَ ۝٩٠﴾ 

## تعريف الأنصاب
الأنصاب أشياء كانت في الجاهلية كانوا المشركون ينصبونها ويذبحون عندها لأصنامهم، فأنكر الله عليهم ذلك وأمر بإزالتها والقضاء عليها، قال ابن عباس ومجاهد وعطاء وسعيد بن جبير والحسن وغير واحد: الأنصاب هي حجارة كانوا يذبحون قرابينهم عندها، وقال القرطبي والشوكاني: الأنصاب هي الأصنام ورجس أي إثم كما قال الطبري وقيل سخط أو شر.

## طالع أيضًا
- الأزلام